# 堀口智顕
堀口 智顕（ほりぐち ともあき、1958年 - ）は、日本の実業家。サンフロンティア不動産創業者。サンフロンティア不動産株式会社代表取締役会長。佐渡市が設置した基金である堀口基金の寄付者である。

## 人物・来歴
1958年、新潟県佐渡市生まれ。高校卒業まで佐渡島で暮らし、建築士を志して18歳で上京し、翌年大学に入学。しかし、その進路には進むことができず、新宿の地下にあるカフェで店長を務める。26歳で建築事務所へ就職。31歳で独立し、不動産の売買仲介事業を始める。京セラ創業者、稲盛和夫にめぐり合い「他人(ヒト)に役立つこと」を学ぶ。以来、「社員を守る」の経営理念を掲げ、99年、サンフロンティア不動産を設立。2007年12月に「志を持って頑張る若者に支援してほしい」と佐渡市に寄付をし、その1億円をもとに佐渡市が堀口基金を設置した。